# دوباره بیست سالگی
دوباره بیست سالگی (️کره‌ای: 두번째 스무살) مجموعه تلویزیونی محصول کره جنوبی در سال ۲۰۱۵ با بازی چوی جی وو، لی سانگ یون، چوی وون یونگ، سون نا اون و کیم مین جه است. این مجموعه از ۲۸ اوت تا ۱۷ اکتبر ۲۰۱۵، روزهای جمعه و شنبه ساعت ۲۰:۳۰ (کی‌اس‌تی) از تی‌وی‌ان برای ۱۶ قسمت پخش شد.